# Clorinda Málaga de Prado
Clorinda Málaga de Prado, née Clorinda Mercedes Málaga Bravo, le 3 juillet 1905 et morte le 17 septembre 1993, est la Première dame du Pérou de 1958 à 1962, aux côtés du président Manuel Prado Ugarteche.

## Biographie
Clorinda Málaga est née Clorinda Mercedes Málaga Bravo à Lima, fille de Fermín Málaga Santolalla (es) et Clorinda Bravo Bresani. Son père est un dirigeant minier et un fonctionnaire de l'État. Elle fait ses études au Colegio del Sagrado Corazón Sophianum à Lima, puis les poursuit en Angleterre et en France.
Clorinda Málaga commence une relation avec Manuel Prado Ugarteche dans les années 1930. Ils se marient en 1958,, après avoir fait en sorte que le pape Pie XII accorde une annulation controversée pour son premier mariage qui durait depuis plus de quarante ans,. Elle est Première dame pendant quatre ans, accompagnant Prado lors de visites d'État à l'étranger, comme une visite en France en 1960 et une visite à la Maison-Blanche en 1961 pendant la présidence de John F. Kennedy,. Elle est considérée comme une compagne élégante et photogénique du président,. Lorsque le gouvernement de Prado fut renversé par un coup d'État militaire, elle s'exile avec lui à Paris,.
Clorinda Málaga de Prado est veuve à la mort de son mari à Paris en 1967. Une barriada (colonie de squatters) à Lima porte son nom dans les années 1960. Elle meurt à Lima en 1993, à l'âge de 88 ans.